# 2022 год в боксе
2022 год в боксе.

## Любительский бокс
- 20—30 января — Чемпионат Азии по боксу среди молодёжи до 22 лет 2022[англ.] ( Ташкент Узбекистан)[1][2].
- 20—27 февраля — 73-й Международный турнир «Странджа»[англ.] — «малый чемпионат мира» по боксу (София, Болгария)[3].
- 2—14 марта — Чемпионат Азии по боксу среди молодёжи и юниоров 2022[англ.] ( Амман Иордания).
- 13—24 марта — Чемпионат Европы по боксу среди молодёжи до 22 лет 2022[англ.] ( Пореч Хорватия).
- 8—20 мая — Чемпионат мира по боксу среди женщин 2022 ( Стамбул Турция).
- 23—30 мая — 44-й чемпионат Европы по боксу ( Ереван, Армения)[4].
- 25 июня — 6 июля — Боксёрский турнир[англ.] на Средиземноморских играх ( Оран, Алжир)
- 28 июля — 8 августа — Боксёрский турнир[англ.] на Играх Содружества ( Бирмингем, Англия)[5].
- 21 — 27 августа — Боксёрский турнир на Всероссийской спартакиаде 2022 года ( Москва, Россия)[6].
- 29 сентября—9 октября — Чемпионат России по боксу 2022 (Чита, Россия).
- 30 октября—13 ноября — 32-й чемпионат Азии по боксу 2022 ( Амман, Иордания)[7].

## Профессиональный бокс

### Тяжёлый вес
- 1 января  Луис Ортис победил TKO 6  Чарльза Мартина.
- 29 января  Тревор Брайан победил SD 12  Джонатана Гидри и защитил титул чемпиона мира по версии WBA.
- 23 апреля  Тайсон Фьюри победил TKO 6  Диллиана Уайта и защитил титулы чемпиона мира по версиям WBC и The Ring.
- 14 мая  Мартин Баколе Илунга победил MD 10  Тони Йоку.
- 11 июня  Даниель Дюбуа победил KO 4  Тревора Брайана и завоевал титул чемпиона мира по версии WBA.
- 9 июля  Дерек Чисора победил SD 12  Кубрата Пулева.
- 20 августа в бою-реванше  Александр Усик победил SD 12  Энтони Джошуа, завоевал вакантный титул чемпиона мира по версии The Ring, и защитил титулы объединённого чемпиона мира по версиям WBA Super, WBO, IBF, IBO (1-я защита Усика).
- 4 сентября  Энди Руис победил UD 12  Луиса Ортиса и завоевал статус официального претендента на титул чемпиона по версии WBC.

### Первый тяжёлый вес
2 июля  Джей Опетая победил UD  Майриса Бриедиса и завоевал титул чемпиона мира по версии IBF.

### Полутяжёлый вес
- 15 января  Джо Смит (младший) победил KO 9  Стива Джеффрарда и защитил титул чемпиона мира по версии WBO.
- 7 мая  Дмитрий Бивол победил UD  Сауля Альвареса и защитил титул чемпиона мира по версии WBA.
- 19 июня  Артур Бетербиев победил ТKO2  Джо Смита мл. и  и объединил титулы чемпиона мира по версиям WBC, IBF и WBO.

### Средний вес
- 9 апреля  Геннадий Головкин победил TKO 9  Рёту Мурату, защитил титул чемпиона мира по версии IBF и завоевал по версии WBA Super.
- 21 мая  Жанибек Алимханулы победил KO 2  Дэнни Дигнума[англ.] и завоевал титул временного чемпиона мира по версии WBO.

### Полусредний вес
- 10 декабря  Теренс Кроуфорд победил KO6  Давида Аванесяна и защитил титул чемпиона мира по версии WBO.

### Полулёгкий вес
- 22 января  Марк Магйасо[англ.] победил MD  Гэри Расселла и завоевал титул чемпиона мира по версии WBC.

### Второй наилегчайший вес
- 5 февраля  Джесси Родригес Франко[англ.] победил UD  Карлоса Куадраса и завоевал вакантный титул чемпиона мира по версии WBC.
- 31 декабря  Кадзуто Иока свёл в ничью MD объединительный бой против  Джошуа Франко[англ.] за титулы чемпиона мира по версиям WBO и WBA.

### Минимальный вес
- 6 февраля  Рене Марк Куарто[англ.] в бою реванше победил TD7  Педро Тадурана и защитил титул чемпиона мира по версии IBF.

## PPV шоу
Список боксёрских мероприятий прошедших по системе платных трансляций.

### США
| № | Дата | Место проведения | Главный поединок и основной андеркарт | Телеканал | Количество покупок ppv | доходы с ppv | доходы с билетов |

### Великобритания
| № | Дата | Место проведения | Главный поединок и основной андеркарт | Телеканал | Количество покупок ppv | доходы с ppv | доходы с билетов |

## Рекорды и значимые события

### Награды
- Боксёр года —
- Бой года —
- Нокаут года —
- Апсет года —
- Возвращение года —
- Событие года —
- Раунд года —
- Проспект года —

### Умершие
- 28 января на 49 году жизни умер украинский боксёр-профессионал, бывший чемпион Европы по версии EBU, интерконтинентальный чемпион по версиям IBF и WBO в супертяжёлом весе — Владимир Вирчис[8].
- 1 сентября на 79 году жизни умер американский боксёр-профессионал, бывший чемпион  США среди любителей в супертяжёлом весе — Эрни Шейверс[9].